# Musa Sudi Yalahow
Musa Sudi Yalahow (* ?) (somalisch Muuse Suudi Yalaxoow) ist ein Kriegsherr (Warlord) in Somalia. Er gehört dem Clan der Abgal-Hawiya an und agiert mit seinen Milizen in Mogadischu. Namentlich kontrolliert er teilweise den lukrativen Daynile-Flughafen, der neben dem internationalen Flughafen Mogadischu besteht.

## Rolle im somalischen Bürgerkrieg
Musa Sudi Yalahow ist verwandt mit Ali Mahdi Mohammed, der mit Mohammed Farah Aidid erfolgreich die Hawiya-Rebellenorganisation Vereinigter Somalischer Kongress USC gegen das Regime von Siad Barre führte und sich nach dem Sturz Barres 1991 mit Aidid überwarf. Bei Ausbruch des somalischen Bürgerkriegs war Yalahow stellvertretender Vorsitzender der von Ali Mahdi Mohammed geführten USC-Faktion. Später wurde er zeitweise von Somalias Nachbarland Äthiopien unterstützt, das verschiedentlich Kriegsparteien in Somalia förderte.
1998 versuchten Ali Mahdi Mohammed, der Sohn von Mohammed Farah Aidid Hussein Aidid und Mohammed Afrah Qanyare eine gemeinsame Verwaltung in Mogadischu aufzubauen, was von Yalahow und anderen heftig bekämpft wurde.
Die 2000 gebildete Übergangsregierung Somalias lehnte Musa Sudi Yalahow zunächst entschieden ab. 2001 wurden Mitarbeiter der Ärzte ohne Grenzen von Kämpfern Yalahows entführt. 2006 schloss er sich der ARPCT, einem von den USA unterstützten losen Bündnis von Kriegsherren gegen die Union islamischer Gerichte, an. Im Verlauf der Kämpfe zwischen der Union und der ARPCT besetzten Yalahows Milizen das vom Roten Kreuz betriebene Kensaney-Krankenhaus. Daraufhin wurde gefordert, Yalahow vor den Internationalen Strafgerichtshof zu bringen, was bislang nicht geschah. Am 5. Juli 2006 zog sich Yalahow angesichts des Vormarsches der Union aus Mogadischu zurück.
Die Übergangsregierung war uneins darüber, wie sie mit der weiter vordringenden Union islamischer Gerichte umgehen sollte. Als Yalahow die Kämpfe zwischen seinen Milizen und der Union trotz entsprechender Aufforderungen nicht einstellte, entließ ihn Premierminister Ali Mohammed Ghedi, weil er gegen die Übergangsregierung, deren Friedensinitiativen und Versöhnungsbemühungen gerichtet sei und weil seine Milizen die Gewalt weiter angeheizt und unschuldige Zivilisten getötet hätten.
Nach der Verdrängung der Union islamischer Gerichte kehrte Musa Sudi Yalahow nach Mogadischu zurück. Am 12. Januar stimmten er und weitere Kriegsherren zu, ihre Milizen zu entwaffnen.
| Personendaten    | Personendaten                  |
| ---------------- | ------------------------------ |
| NAME             | Yalahow, Musa Sudi             |
| ALTERNATIVNAMEN  | Yalaxoow, Muuse Suudi (Somali) |
| KURZBESCHREIBUNG | somalischer Kriegsherr         |
| GEBURTSDATUM     | 20. Jahrhundert                |
| GEBURTSORT       | Somalia                        |